# ダーウィン (ノーザンテリトリー)
ダーウィン（Darwin）は、オーストラリア連邦の準州ノーザンテリトリーの州都で、人口は約14万人。オーストラリアでは16位で、準州の総人口の約6割がここに集中している。オーストラリア大陸北側のティモール海沿いに位置する。他の国内主要都市からは離れた位置にある（パースから4042km、首都のキャンベラからは3969km）一方でオーストラリアではアジアに最も近い位置（ジャカルタまで2700km、那覇まで4300km、東京まで5400km程度）にあることから、非常に多文化的な都市となっている。75の民族が見られ、人口の約4分の1がアボリジニなどの原住民である。また、ノーザンテリトリーで唯一の大学であるチャールズ・ダーウィン大学の所在地でもある。

## 歴史
ダーウィン周辺に最初に居住したのはアボリジニ（オーストラリア先住民）のララキア族 (Larrakia) である。彼らは東南アジアとの交易ルートを持っていた。1600年代、オランダ人がオーストラリア北岸に達し、初めて地図を作った。現在でもアーネムランド、グルートアイランド島などオランダ語の地名が残っているのはそのためである。
現在のダーウィン市の近郊には、1824年から1860年代末までイギリスが入植と撤退を繰り返し、市街は安定しなかった。その間の1839年にイギリス海軍の軍艦ビーグル号のジョン・ロート・ストークスによって港に好適な入り江が発見された。船長のジョン・クレメンス・ウィッカムは友人の自然科学者チャールズ・ダーウィンにちなんで、この入り江をポート・ダーウィン（ダーウィン港）と名づけた。チャールズ・ダーウィンとウィッカム、ストークスらはビーグル号の前回の探検航海で同船仲間であった。ただしこの時点ではポート・ダーウィンは非公式な名称であった。時にダーウィンがこの地を訪れたことに由来する、と説明されるが、ダーウィンが乗船した航海ではビーグル号はシドニーからオーストラリア南岸を通過しており、当地には立ち寄っていない。
ノーザンテリトリーは当初南オーストラリア州に属していた。1869年、イギリス政府の主任監督者ゴイダー (G.W. Goyder) によって、135人の男女がポート・ダーウィンに小さな入植地を建設した。ゴイダーはこの入植地に、イギリスの首相パーマストン卿にちなんでパーマストンと命名した。1870年に大陸間電信のための最初の電柱が建てられた。1880年代にはパイン・クリークで金が発見され、パーマストン入植地は大きく発展した。オーストラリア連邦政府は1911年にノーザンテリトリーを直轄地とし、同時にダーウィンが当市の公式な名称になった。
第二次世界大戦中の1942年2月19日、ダーウィンは1日に2度にわたって242機の日本軍艦載機を主力とする部隊に爆撃を受けた。この爆撃で使用された爆弾の数はおそらく真珠湾攻撃の時よりも多かったと考えられ、ダーウィン港は壊滅的打撃を受けた。ダーウィンの歴史を考える上で欠かせない事件である（ダーウィン空襲）。この攻撃によって少なくとも243人が死亡し、街も大きな損害を被るなどオーストラリアにとっても最も深刻な事件であった。

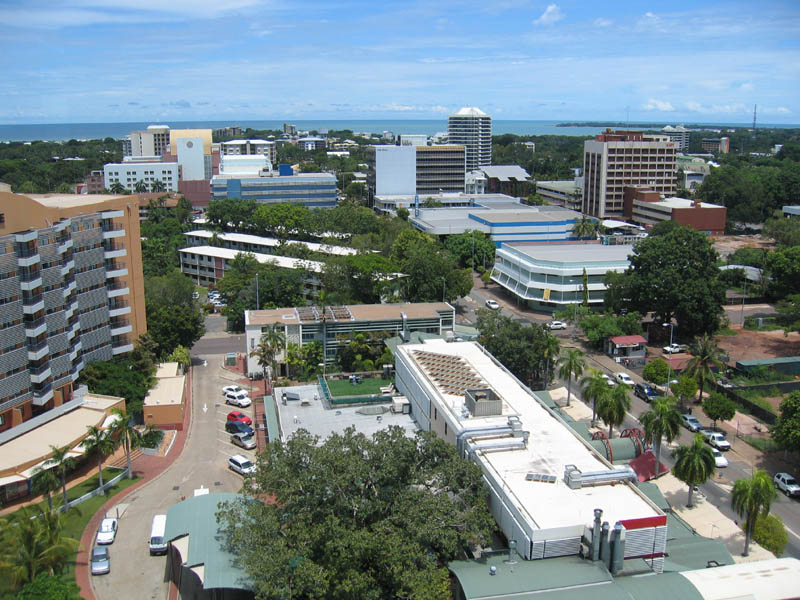
ダーウィン市風景

以降ダーウィン及び市街周辺は、1943年11月まで数十回にわたり日本軍機の空襲を受け、大きな損害を受けた。また日本軍の上陸の恐れもあり、多くの市民が州外に疎開した。

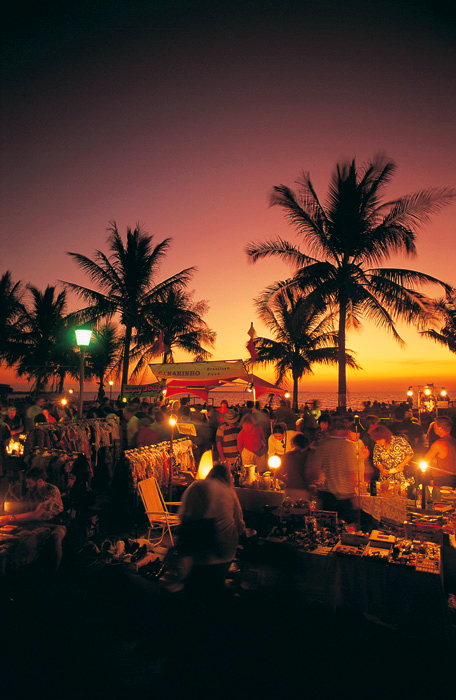
ミンディル・ビーチ・マーケット

1974年12月25日にはサイクロン・トレイシーにより50人が死亡し、街の建物の70%が破壊された。これにより約3万人が航空機により避難した。街は1970年代後半に新しい建材や技術により再建された。衛星都市であるパーマストンは、1980年代前半にダーウィンの南20kmの位置に建設された。
2003年9月17日、大陸を南北に縦貫する鉄道としては人類史上初となるオーストラリア大陸縦断鉄道が開通し、鉄路でアデレードと結ばれた。ダーウィンからアデレードまで長距離旅客列車のザ・ガンが運行されている。
2015年、財政難に直面した北部準州政府は、中国企業の嵐橋集団との間でダーウィン港のリース契約を締結。契約期間は2114年までの99年間で、契約額は約5億豪ドル。この頃はオーストラリアと中国の関係が良好であったことから問題は少なかったが、次第に両国関係が悪化。2023年、労働党政権が調査に乗り出し、一度は契約の取り消しの必要はないとする結論を出したものの、2025年には安全保障上の問題から再び契約の見直しに関する議論が持ち上がった。

## 気候

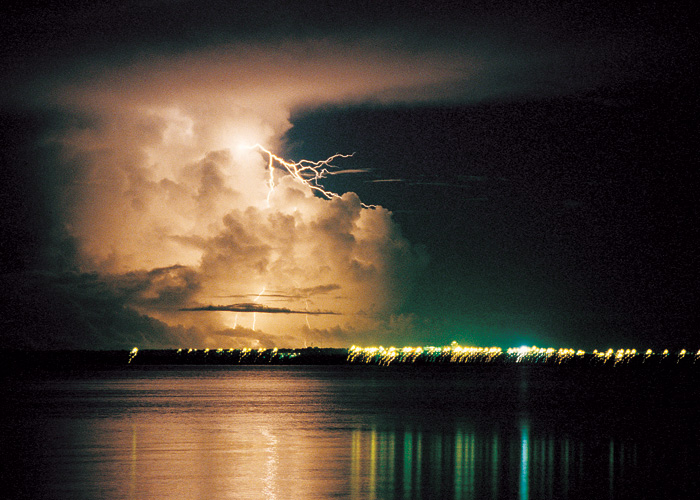
ダーウィンの雷

ダーウィンは明確な乾季と雨季を持つサバナ気候（Aw）である。5月から9月までが乾季である。6月と7月が最も涼しい時期であり、気温は19℃から30℃である。雨季はトロピカル・サイクロンと季節風による雨を伴う。降水量の最も多い時期である12月から3月には激しい雷雨がよく発生し、湿度は70%を超える。世界でも有数の雷発生地域で2002年には数時間で1600回を超え、パースの年間発生回数と同じであった。特に、近郊のティウィ諸島上空に発生する積乱雲はその高さが時に72,000ft（およそ22,000m）にも及ぶとされ、極めて激しい雷雨を伴う。
| ダーウィンの気候            | ダーウィンの気候 | ダーウィンの気候 | ダーウィンの気候 | ダーウィンの気候 | ダーウィンの気候 | ダーウィンの気候 | ダーウィンの気候 | ダーウィンの気候 | ダーウィンの気候 | ダーウィンの気候 | ダーウィンの気候 | ダーウィンの気候 | ダーウィンの気候 |
| 月                          | 1月              | 2月              | 3月              | 4月              | 5月              | 6月              | 7月              | 8月              | 9月              | 10月             | 11月             | 12月             | 年               |
| --------------------------- | ---------------- | ---------------- | ---------------- | ---------------- | ---------------- | ---------------- | ---------------- | ---------------- | ---------------- | ---------------- | ---------------- | ---------------- | ---------------- |
| 最高気温記録 °C （°F）      | 35.6 (96.1)      | 36.0 (96.8)      | 36.0 (96.8)      | 36.7 (98.1)      | 36.0 (96.8)      | 34.5 (94.1)      | 34.8 (94.6)      | 36.0 (96.8)      | 37.7 (99.9)      | 38.9 (102)       | 37.3 (99.1)      | 37.0 (98.6)      | 38.9 (102)       |
| 平均最高気温 °C （°F）      | 31.8 (89.2)      | 31.4 (88.5)      | 31.9 (89.4)      | 32.7 (90.9)      | 32.0 (89.6)      | 30.6 (87.1)      | 30.5 (86.9)      | 31.3 (88.3)      | 32.5 (90.5)      | 33.2 (91.8)      | 33.3 (91.9)      | 32.6 (90.7)      | 32.0 (89.6)      |
| 平均最低気温 °C （°F）      | 24.8 (76.6)      | 24.7 (76.5)      | 24.5 (76.1)      | 24.0 (75.2)      | 22.1 (71.8)      | 19.9 (67.8)      | 19.2 (66.6)      | 20.4 (68.7)      | 23.0 (73.4)      | 25.0 (77)        | 25.4 (77.7)      | 25.3 (77.5)      | 23.2 (73.8)      |
| 最低気温記録 °C （°F）      | 20.2 (68.4)      | 17.2 (63)        | 19.2 (66.6)      | 16.0 (60.8)      | 13.8 (56.8)      | 12.1 (53.8)      | 10.4 (50.7)      | 13.2 (55.8)      | 14.3 (57.7)      | 19.0 (66.2)      | 19.3 (66.7)      | 19.8 (67.6)      | 10.4 (50.7)      |
| 雨量 mm （inch）            | 423.3 (16.665)   | 365.6 (14.394)   | 319.0 (12.559)   | 100.3 (3.949)    | 21.1 (0.831)     | 1.9 (0.075)      | 1.2 (0.047)      | 5.1 (0.201)      | 15.4 (0.606)     | 68.7 (2.705)     | 139.0 (5.472)    | 250.4 (9.858)    | 1,712.5 (67.421) |
| 平均降雨日数                | 21.3             | 20.4             | 19.5             | 9.2              | 2.2              | 0.6              | 0.5              | 0.7              | 2.3              | 6.5              | 12.2             | 16.7             | 112.1            |
| 平均月間日照時間            | 161.0            | 161.0            | 192.1            | 245.8            | 271.2            | 279.7            | 285.3            | 291.0            | 279.7            | 268.4            | 237.3            | 194.9            | 2,867.4          |
| 出典：Bureau of Meteorology |                  |                  |                  |                  |                  |                  |                  |                  |                  |                  |                  |                  |                  |

## 経済
ダーウィンの経済は政府支出にやや依存しているところもあるが、鉱業と観光が産業の中心であり、その鉱業生産は25億ドルに達する。重要な鉱物資源には金・亜鉛・ボーキサイトがある。政情が安定しつつあるティモール海の石油・ガス生産も成長産業である。2000年代以降、日本の国際石油開発帝石などが開発を行い、沖合のガス田からダーウィンまでパイプラインが、ダーウィンにはLNG積み出し基地が整備されている。
オーストラリア軍の東ティモール安定化への継続的な参加により、ダーウィンの軍関係の人口は増加した。ダーウィンの重要性は、ティモール海の石油開発やアジアとの貿易の拡大によって、今後も増大すると予測されている。

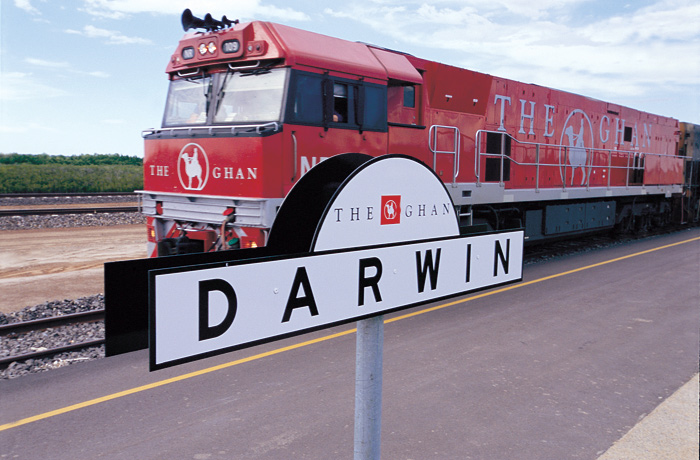
ザ・ガン鉄道列車

近年になって長距離鉄道が開通したものの、依然として物流の主流は自動車輸送であり、中でもロードトレインと呼ばれる長大トラックが走る。
ダーウィンは南オーストラリア州・ポートオーガスタに至るスチュアート・ハイウェイの基点でもある。オーストラリア連邦の北の玄関口となるダーウィン国際空港は中心部から13km郊外にあるが、ここはオーストラリア空軍との共用となっている。
オバマ米大統領は2011年11月17日午後、米海兵隊が2012年から駐留するオーストラリア北部のダーウィン空軍基地をギラード豪首相とともに訪れ、豪軍兵士ら約2000人を前に演説した。

## その他

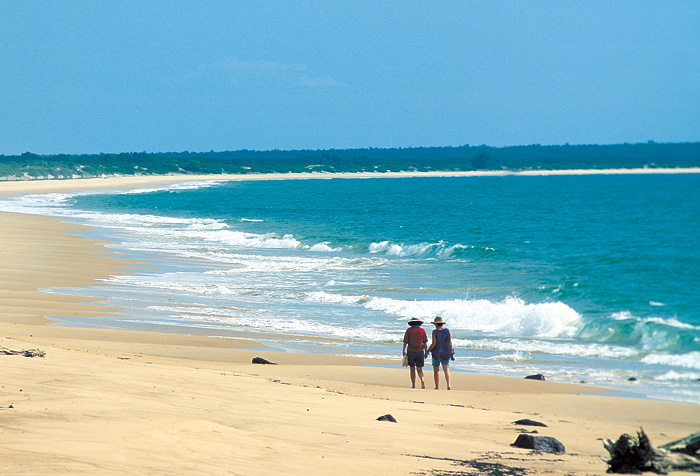
カジュアリナ・ビーチ

- カカドゥ国立公園への観光拠点となっている。
- 2008年公開の映画「オーストラリア」の舞台となっている（日本では2009年公開）。
- 第二次世界大戦中の日本軍の地図では「ポートダーウィン」となっており、港湾と街の名前を混同している。
- 7月1日は、ダーウィンを含む北部特別地域の祭日となっている[5]。
- ノーザンテリトリー政府は2015年10月、中華人民共和国のインフラ・エネルギー関連企業の嵐橋グループ（嵐橋集団）にダーウィン港を99年間使用させる約5億豪ドルのリース契約に調印した[6][7]。

## 姉妹都市
| - - カリムノス島（ギリシャ共和国） - - アンカレッジ（アメリカ合衆国） - - アンボン（インドネシア共和国） - - 海口（中華人民共和国） | - - Milikapiti、Tiwi Islands - - ディリ（東ティモール民主共和国） - - ホノルル（アメリカ合衆国） |